# Черкасов, Владимир Иванович
Влади́мир Ива́нович Черка́сов (23 июня 1918 года, Уфа — 22 октября 1943 года) — командир пулемётного расчёта 188-го Аргунского стрелкового полка (106-я Забайкальская стрелковая дивизия, 65-я армия, Центральный фронт), Герой Советского Союза.

## Биография
Владимир Иванович Черкасов родился 23 июня 1918 года в городе Уфе в семье рабочего. Русский. Окончил 7 классов школы. Кандидат в члены ВКП(б) с 1943 года.
Владимир Иванович работал токарем, бригадиром на машиностроительном заводе в городе Рыбинске и Уфимском моторостроительном заводе.
В ряды Красной Армии призван Уфимским горвоенкоматом в 1938 году. Участник боёв на реке Халхин-Гол в 1939 году.
На фронте Великой Отечественной войны с 15 февраля 1943 года. Воевал на Центральном фронте.
Служил командиром пулемётного расчёта 188-го Аргунского стрелкового полка (106-я Забайкальская стрелковая дивизия, 65-я армия, Центральный фронт).
Погиб 22 октября 1943 года, похоронен в селе Чаплин Лоевского района Гомельской области Белоруссии.

## Подвиг
«Сержант В. И. Черкасов со своим расчётом станкового пулемёта 15 октября 1943 г. в числе первых форсировал р. Днепр в районе п. Лоев (Гомельская область) и закрепился на правом берегу реки. Пулемётным огнём прикрывал переправу группы захвата и других подразделений. При этом отбил 3 контратаки противника, уничтожил 50 немецких солдат и офицеров; 16 октября заменил выбывшего из строя командира роты и управлял её боем на плацдарме».
Звание Героя Советского Союза присвоено 30 октября 1943 года.

## Память
В посёлке Лоев (Белоруссия) установлена мемориальная доска в честь Героя.

## Награды
- Медаль «Золотая Звезда» Героя Советского Союза (30.10.1943)[4];
- орден Ленина (30.10.1943).